# Contratto per persona da nominare
Il contratto da persona da nominare è quel contratto con cui una parte (lo stipulante) si riserva il potere di nominare, entro il termine legale (tre giorni) o il diverso termine pattiziamente stabilito, un'altra persona come parte sostanziale del contratto (Articolo 1402 c.c.): si riserva, cioè, di nominare chi deve acquistare i diritti ed assumere gli obblighi nascenti dal contratto. 
La riserva di nomina genera quindi una parziale indeterminatezza soggettiva del contratto: il rapporto, infatti, viene ad esistere tra le parti originarie (stipulante e promittente), ma è previsto, in alternativa, che il contratto faccia capo ad un terzo. Infatti, l'atto di nomina determina una situazione per cui il nominato entra nel contratto come parte sostanziale in aggiunta o in sostituzione dello stipulante, acquistando retroattivamente i diritti e gli obblighi. Se il termine scade senza che alla controparte venga comunicata la nomina, il contratto si consolida in capo allo stipulante.
La riserva di nomina è un patto accessorio, ed è da tenersi distinta rispetto alla clausola che autorizza la cessione del contratto: la nomina, infatti, fa acquistare al nominato la posizione di parte con effetto retroattivo, mentre nella cessione la posizione di parte si trasferisce dal cedente al cessionario con effetto a partire dalla cessione. La riserva di nomina è diversa anche dalla rappresentanza: infatti, con la riserva di nomina lo stipulante non si estranea dal contratto, anzi ne diviene parte sostanziale.
Secondo una dottrina, il contratto per persona da nominare deve ricondursi allo schema della condizione: il contratto concluso tra stipulante e promittente sarebbe cioè sottoposto a condizione risolutiva (la nomina)e, accanto a questo contratto, si porrebbe quello tra terzo e promittente, a sua volta sottoposto a condizione sospensiva (anche qui, la nomina). È vero che la nomina risolve gli effetti del contratto in capo allo stipulante, ma è improprio dire che siamo in presenza di una condizione risolutiva, dato che la nomina non rende incerto il rapporto nella sua interezza, ma si limita a rendere incerto un elemento, quello della titolarità finale dei diritti e degli obblighi che ne nascono. 
Secondo altri Autori la riserva di nomina è un'autorizzazione: si concreta, infatti, nell'autorizzazione che una parte dà all'altra di andare a mutare in proprio favore e con effetto retroattivo la titolarità del rapporto contrattuale. Tale tesi viene però criticata osservando che il concetto di autorizzazione è privo di un proprio autonomo rilievo giuridico, rimanendo esclusivamente sul piano empirico-descrittivo: la nozione, infatti, lascerebbe impregiudicata l'individuazione sia del profilo funzionale, sia della disciplina di riferimento, atteso che l'autorizzazione non è oggetto di una propria disciplina.
Il negozio autorizzativo sembra, invero, risolversi in altre fattispecie, queste sì oggetto di qualifica e disciplina. Il contratto all'esame appare dunque essere riconducibile all'area della rappresentanza, ed in particolare alla rappresentanza cd. eventuale (quale sottocategoria della rappresentanza in incertam personam).
Malgrado la presenza della riserva di nomina, il contratto è perfetto tra le parti originarie; in ordine all'efficacia, invece, c'è dissenso. Per alcuni mancherebbe una sospensione degli effetti finali: il contratto avrebbe immediata efficacia traslativa, perciò il bene entrerebbe nel patrimonio dello stipulante; i suoi creditori potrebbero aggredirlo e sottoporlo ad atti conservativi, ma il soddisfacimento del loro diritto rimarrebbe subordinato al consolidamento del contratto in capo al loro debitore. Per altri l'efficacia rimarrebbe sospesa sino alla dichiarazione di nomina o sino alla spirare del termine per realizzarla: nondimeno il completamento della fattispecie nei due modi ora indicati determinerebbe la produzione ex tunc degli effetti, col risultato che dopo lo spirare del termine per la nomina (sia o no questa intervenuta), l'efficacia del contratto apparirebbe prodotta senza soluzione di continuità, già dalla conclusione di quest'ultimo. La legge non pone limitazioni per l'applicabilità dell'istituto: sembra che la clausola che prevede la riserva di nomina sia apponibile ad ogni contratto. Per alcuni, resterebbero esclusi dall'ambito di operatività della figura i contratti intuitus personae (nei quali l'identità del contraente o la sua presenza o le sue qualità sono determinanti per la formazione del consenso). 
Lo stipulante è parte formale e sostanziale del negozio, quindi è a lui che bisogna guardare per accertare la sussistenza della capacità e dell'integrità del consenso. Una volta nominato efficacemente il terzo, si applicano le norme sulla rappresentanza: per la nomina non sono richieste formalità. Però, va rilevato che la riserva richiede che si osservino gli oneri di opponibilità previsti per il contratto principale, soprattutto la trascrizione (sarà perciò inopponibile la riserva di nomina rispetto ai creditori dello stipulante ed ai suoi aventi causa che hanno trascritto il loro acquisto prima della trascrizione della riserva).

## Disciplina della figura
La nomina è un negozio giuridico unilaterale e recettizio, col quale lo stipulante imputa il rapporto contrattuale al terzo nominato con effetto retroattivo. Dall'art. 1402 secondo comma si ricava che la nomina è efficace se lo stipulante è legittimato ad imputare al terzo il rapporto contrattuale: la legittimazione sussiste solo se lo stipulante ha la rappresentanza del terzo, che a tal fine deve aver conferito procura. In difetto di rappresentanza la nomina è inefficace, a meno che non venga accettata dal terzo. L'accettazione è considerata ratifica e deve intervenire entro il termine stabilito per la nomina, altrimenti il contratto si consolida in capo allo stipulante.
La nomina va fatta, a pena di nullità, con la stessa forma usata per il contratto tra stipulante e promittente (Forma per relationem), ed è soggetta alla stessa pubblicità richiesta per il contratto cui inerisce. 
Quindi, se il contratto è sottoposto a trascrizione, andrà trascritta anche la nomina: la nomina trascritta dopo la scadenza del termine è inopponibile al terzo acquirente dallo stipulante che abbia trascritto in precedenza il suo acquisto. 
Come visto, la nomina è un negozio unilaterale e recettizio: va infatti comunicata al promittente entro tre giorni dalla stipula. Si può pattiziamente prevedere un termine più lungo, ma quando la nomina è comunque fatta oltre il terzo giorno, si considera come se lo stipulante avesse acquistato il bene in proprio e poi lo avesse alienato a terzi (a fini fiscali si avrà dunque un doppio passaggio di proprietà). 
Dopo la nomina, il terzo diventa parte in senso sostanziale a partire dalla stipula: non potrà però opporre al promittente le eccezioni fondate sul suo rapporto con lo stipulante. Il rapporto stipulante-terzo può avere varie fonti: un mandato o altro rapporto il cui lo stipulante usa un affare concluso nel suo interesse. Dato che la nomina ha effetto retroattivo, l'acquisto del nominato prevale sugli atti esecutivi dei creditori dello stipulante se la riserva di nomina è stata resa opponibile.